# Gmina Łagów (Powiat Świebodziński)
Die Gmina Łagów ist eine Landgemeinde im Powiat Świebodziński der Woiwodschaft Lebus in Polen. Ihr Sitz ist das gleichnamige Dorf (deutsch Lagow) mit etwa 1600 Einwohnern.

## Geographie
Die Gemeinde liegt im Süden der Neumark. Zu den Fließgewässern gehört die Pliszka (Pleiske). Die Kreisstadt Świebodzin (Schwiebus) liegt 15 Kilometer östlich. Frankfurt (Oder) ist etwa 40 Kilometer entfernt.
Auf Gemeindegebiet liegt ein Teil des Lagower Landschaftsschutzparks (Łagowski Park Krajobrazowy).

## Gliederung
Die Landgemeinde (gmina wiejska) Łagów besteht aus 11 Dörfern (deutsche Namen bis 1945) mit
Schulzenamt (sołectwo):
- Gronów (Grunow)
- Jemiołów (Petersdorf)
- Kosobudz (Kunersdorf)
- Kłodnica (Abbau Sorge)
- Łagów (Lagow)
- Łagówek (Neu Lagow)
- Niedźwiedź (Niedewitz)
- Poźrzadło (Spiegelberg)
- Sieniawa (Schönow)
- Toporów (Topper)
- Żelechów (Selchow)

Weitere Ortschaften der Gemeinde ohne Schulzenamt sind:
- Brzezinki
- Czartów (Schartowsthal)
- Czyste (Grunewald)
- Gronów-Winiarnia
- Jemiołów (gajówka) (Petersdorf)
- Kosobudki (Neu Kunersdorf)
- Pasałka
- Sieniawa-Kopalnia (Schönow)
- Stok (Stock)
- Troszki (Kunersdorfer Sorge)
- Zabiele
- Zamęt (Neumühl)